# TIGA

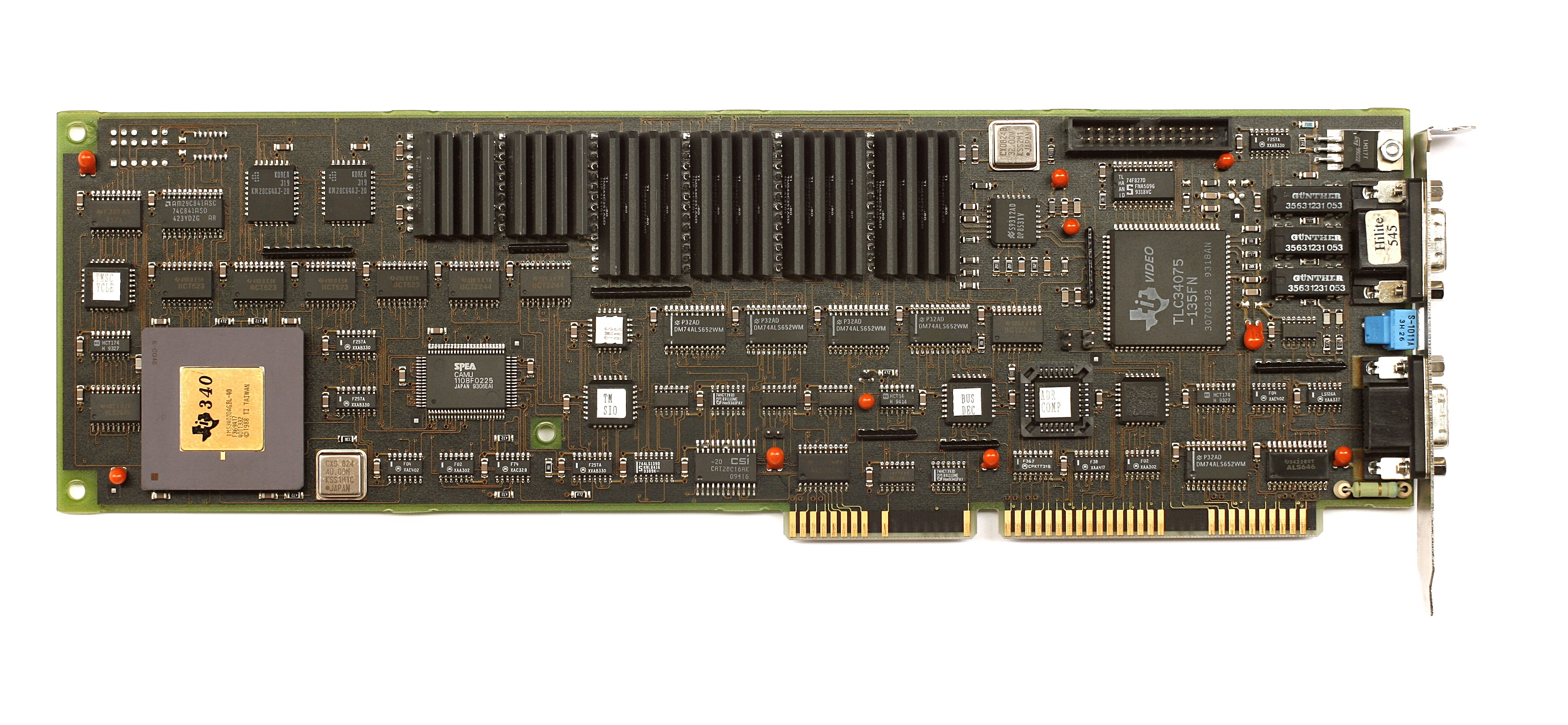
Графічна карта TIGA з

TIGA (англ. Texas Instruments Graphics Architecture) — графічний адаптер та стандарт графічного інтерфейсу.
Загалом стандарт графічного інтерфейсу TIGA не залежить від здатності і глибини кольору, що забезпечувало певну перспективу на майбутнє. Спочатку цей стандарт був розроблений для високоякісної графіки. Однак TIGA не отримав широкого поширення, натомість VESA і Super VGA стали стандартом де-факто для графічних пристроїв персональних комп'ютерів.
Графічні процесори TMS34010 і TMS34020 від Texas Instrument були оригінальними графічними процесорами, сумісними з TIGA.